# كأس ملك إسبانيا 1949–50
كأس ملك إسبانيا 1949–50 (بالإسبانية: Copa del Generalísimo de fútbol 1949-50)‏ هي الجولة الثامنة والأربعون لكأس ملك إسبانيا، بدأت المسابقة في 27 نوفمبر 1949 واختتمت في 28 مايو 1950 بالنهائي. وفاز فيها أتلتيك بيلباو على منافسه ريال بلد الوليد بنتيجة (4-1). سجل أهداف أتلتيك بيلباو تيلمو زارا في الدقيقة 15، 94، 96، 117 . وسجل لـ ريال بلد الوليد جيراردو كوك في الدقيقة 85.